# Bohunice (district d'Ilava)
Pour les articles homonymes, voir Bohunice.
Bohunice (allemand : Bohunicz, hongrois : Vágbánya) est un village de Slovaquie situé dans la région de Trenčín, dans le district d'Ilava.

## Histoire
La première mention écrite du village date de 1229.

## Démographie

### Évolution de la population
| Année:               | 1994. | 2004. | 2014.   | 2024.   |
| -------------------- | ----- | ----- | ------- | ------- |
| Nombre de personnes: | 0     | 753   | 759     | 785     |
| Différence:          |       | –     | +0,79 % | +3,42 % |

| Année:               | 2023. | 2024.   |
| -------------------- | ----- | ------- |
| Nombre de personnes: | 792   | 785     |
| Différence:          |       | -0,88 % |